# Wirthsmühle (Greding)
Wirthsmühle ist ein Gemeindeteil der Stadt Greding im Landkreis Roth (Mittelfranken, Bayern). Wirthsmühle liegt in der Gemarkung Obermässing.

## Lage
Die Einöde liegt circa 1,5 km nördlich von Untermässing und circa 1,5 km südwestlich von Obermässing am rechten Talhang der Schwarzach auf der Südlichen Frankenalb. Wirthsmühle liegt zwischen Unter- und Obermässing etwas östlich der Kreisstraße RH 27. 2012 wurde der Radweg zwischen Ober- und Untermässing, der an der Wirthsmühle vorbeiführt, seiner Bestimmung übergeben.

## Geschichte
Die aus einem Anwesen bestehende Mühle gehörte zum unteren Hochstift Eichstätt und unterstand dem hochstiftischen Kastenamt Obermässing. Die Hochgerichtsbarkeit übte der fürstbischöfliche Pfleger zu Obermässing aus.
Als im Zuge der Säkularisation in Bayern das Hochstift Eichstätt aufgelöst wurde, kam die Einödmühle 1802 an Großherzog Erzherzog Ferdinand III. von Toskana und 1806 an das neue Königreich Bayern und dort in das Landgericht Beilngries. Sie wurde 1809 im Zuge der bayerischen Gemeindebildung dem Steuerdistrikt Obermässing zugeschlagen und 1811 in die gleichnamige Gemeinde eingeordnet. Zum 1. Oktober 1857 wurde die Gemeinde Obermässing und damit auch die Wirthsmühle aus dem Landgericht Beilngries herausgenommen und dem näher liegenden Landgericht Greding zugeordnet. Mit der Gebietsreform in Bayern ließ sich Obermässing mit seinen Gemeindeteilen zum 1. Januar 1972 in die Stadt Greding eingemeinden.
1871 lebten in der Mühle sechs Personen; die Ökonomie des Müllers umfasste an Großvieh ein Pferd und elf Stück Rindvieh. Die Kinder besuchten die katholische Schule im Pfarrort Obermässing. Die Mühle war bis in die 1950er Jahre in Betrieb; getrieben wurde sie von Wasser, das nächtens in einem Teich mit mehreren kleinen Zuläufen gesammelt wurde. Die Mühle wechselte letztmals 1967 den Besitzer. Georg Wolf hatte die Ruine erworben und restaurierte diese. Er begann eine Pferdezucht mit Island- und Connemara Pferden. 1989 übernahm die Tochter Angelika Wolf den Hof und baute die Pferdezucht weiter aus. Die Zucht ist weit über Deutschland bekannt, insbesondere die Connemara Pferdezucht.

### Einwohnerentwicklung
- 1830: 5 (1 Haushaltung)[10]
- 1836: 6 (1 Familie)[11]
- 1871: 6 (4 Gebäude)[8]
- 1900: 7 (1 Wohngebäude) (Weiler: 27 Einwohner in 7 Wohngebäude)[12]
- 1938: 5[13]
- 1950: 6 (1 Haushaltung)[10]
- 1961: 1 (1 Wohngebäude)[14]
- 1987: 0[1]

### Baudenkmäler
Das Wohnhaus und die Scheune der ehemaligen Mühle, beide aus dem 18./19. Jahrhundert, gelten als Baudenkmäler.